# Henckelia browniana
Henckelia browniana är en tvåhjärtbladig växtart som beskrevs av A. Weber. Henckelia browniana ingår i släktet Henckelia och familjen Gesneriaceae. Inga underarter finns listade i Catalogue of Life.